# (73473) 2002 OV18
(73473) 2002 OV18 – planetoida z pasa głównego asteroid okrążająca Słońce w ciągu 5,5 lat w średniej odległości 3,11 j.a. Odkryta 18 lipca 2002 roku.